# Tanlum (Mérida)
Hacienda Tanlum, es una hacienda ubicada en la localidad de Mérida, municipio de Mérida, en Yucatán, México. Se encuentra en la colonia del mismo nombre al noreste de la ciudad de Mérida, capital del estado de Yucatán.

## Toponimia
El nombre (Tanlum) es una palabra en idioma maya.

## Datos históricos
- En 1691 Doña Luisa  Hernández afdquiere la propiedad a Bernardino de la Cerda..
- En 1799 es propiedad de José Naria Calzadilla.
- En 1856 es vendida por Gertrudis Espinosa Losa a Ana Peón Fajardo.
- En 1910 cambia su nombre de Tanlum a Tanlún.
- Actualmente se llama Tanlum.

## Restauración
Sólo se conserva la casa principal.

## Demografía
Según el censo de 1960 realizado por el INEGI, la población de la localidad era de 212 habitantes, de los cuales 103 eran hombre y 109 eran mujeres.
| 93                          | 127 | 228 | 209 | 250 | 297 | 212 | ? |
| (Fuente: INEGI [Consultar]) |     |     |     |     |     |     |   |